# The Women's Cup
Ne doit pas être confondu avec Women's International Champions Cup ou Women's French Cup.
The Women's Cup est un tournoi amical de pré-saison féminin de football créé en 2021 et disputé chaque été à Louisville, dans le Lynn Family Stadium, le stade du Racing Louisville. Il rassemble six clubs du monde entier sur invitation.

## Histoire
Lors de la première édition, le tournoi ne compte que quatre participants : le Bayern Munich, le PSG et les Chicago Red Stars rejoignent le Racing Louisville. Le Racing remporte la finale aux tirs au but face au Bayern (2-2, 7-6) et décroche le titre.
La deuxième édition est étendue à six clubs, avec une franchise japonaise, le Tokyo Verdy, et un club mexicain, le Club América, qui affrontent le Racing, l'AC Milan, Tottenham et l'OL Reign.

## Palmarès
| Année | Lieu        | Vainqueur           | 2e place          | 3e place            | 4e place          |
| ----- | ----------- | ------------------- | ----------------- | ------------------- | ----------------- |
| 2021  | Louisville  | Racing Louisville   | Bayern Munich     | Paris Saint-Germain | Chicago Red Stars |
| 2022  | Louisville  | OL Reign            | Racing Louisville | Club América        | AC Milan          |
| 2023  | Madrid      | Atlético Madrid     | AC Milan          | América de Cali     | River Plate       |
| 2024  | Cali        | NJ/NY Gotham        | Racing Louisville | América de Cali     | Deportivo Cali    |
| 2024  | Louisville  | Juventus            | Palmeiras         | Racing Louisville   | Colo-Colo         |
| 2024  | Kansas City | Kansas City Current | Atlético Madrid   | INAC Kobe Leonessa  | Mamelodi Sundowns |
| 2025  | São Paulo   | Racing Louisville   | Palmeiras         | CF Pachuca          | São Paulo FC      |
| 2025  | Milan       |                     |                   |                     |                   |

| Club                | Médaille d'or | Médaille d'argent | Médaille de bronze | 4e |
| ------------------- | ------------- | ----------------- | ------------------ | -- |
| Racing Louisville   | 2             | 2                 | 1                  | 0  |
| Atlético Madrid     | 1             | 1                 | 0                  | 0  |
| Palmeiras           | 1             | 1                 | 0                  | 0  |
| OL Reign            | 1             | 0                 | 0                  | 0  |
| NJ/NY Gotham        | 1             | 0                 | 0                  | 0  |
| Juventus            | 1             | 0                 | 0                  | 0  |
| Kansas City Current | 1             | 0                 | 0                  | 0  |
| AC Milan            | 0             | 1                 | 0                  | 1  |
| Bayern Munich       | 0             | 1                 | 0                  | 0  |
| América de Cali     | 0             | 0                 | 2                  | 0  |
| Club América        | 0             | 0                 | 1                  | 0  |
| Paris Saint-Germain | 0             | 0                 | 1                  | 0  |
| INAC Kobe Leonessa  | 0             | 0                 | 1                  | 0  |
| CF Pachuca          | 0             | 0                 | 1                  | 0  |
| Chicago Red Stars   | 0             | 0                 | 0                  | 1  |
| River Plate         | 0             | 0                 | 0                  | 1  |
| Deportivo Cali      | 0             | 0                 | 0                  | 1  |
| Colo-Colo           | 0             | 0                 | 0                  | 1  |
| Mamelodi Sundowns   | 0             | 0                 | 0                  | 1  |
| São Paulo FC        | 0             | 0                 | 0                  | 1  |

| Club           | Médaille d'or | Médaille d'argent | Médaille de bronze | 4e |
| -------------- | ------------- | ----------------- | ------------------ | -- |
| États-Unis     | 5             | 2                 | 1                  | 1  |
| Italie         | 1             | 1                 | 0                  | 1  |
| Espagne        | 1             | 1                 | 0                  | 0  |
| Brésil         | 0             | 2                 | 0                  | 1  |
| Allemagne      | 0             | 1                 | 0                  | 0  |
| Colombie       | 0             | 0                 | 2                  | 1  |
| Mexique        | 0             | 0                 | 2                  | 0  |
| France         | 0             | 0                 | 1                  | 0  |
| Japon          | 0             | 0                 | 1                  | 0  |
| Argentine      | 0             | 0                 | 0                  | 1  |
| Chili          | 0             | 0                 | 0                  | 1  |
| Afrique du Sud | 0             | 0                 | 0                  | 1  |